# Премадаса, Ранасингхе
Ранасингхе Премадаса, (англ. Ranasinghe Premadasa, синг. රණසිංහ ප්‍රේමදාස, там. ரணசிங்க பிரேமதாசா; 23 июня 1924, Коломбо, Британский Цейлон — 1 мая 1993, Коломбо, Шри-Ланка) — государственный и политический деятель Шри-Ланки, премьер-министр Шри-Ланки с 6 февраля 1978 до 3 марта 1989 года, президент Шри-Ланки с 2 января 1989 до 1 мая 1993 года.

## Биография
Родился в небогатой семье мелкого торговца в Кехельватте, районе трущоб Коломбо и принадлежал к низшей сингальской касте хина, что впоследствии вызывало возмущение у его политических оппонентов, происходивших из знатных кастовых родов.
Первоначально стал журналистом и перевёл на сингальский язык автобиографию Джавахарлала Неру. Политическую карьеру начал в рядах Лейбористской партии, но, убедившись в отсутствии у неё политической будущности, в 1950 году перешёл в Объединённую национальную партию (ОНП).
В 1950 году избран в муниципальный совет г. Коломбо, в 1955 году стал заместителем мэра. В 1960 году избран в парламент.
В 1965 году назначен парламентским секретарём министра местного самоуправления и министра информации и радиовещания. В 1968—1970 годах — министр местного самоуправления. С 1976 года — заместитель председателя ОНП. С июля 1977 года — вновь министр местного самоуправления, а также министр жилищного строительства и строительных работ.
Был министром радиовещания в правительстве Дадли Сенанаяке, а впоследствии стал преемником Джуниуса Джаявардене как премьер-министр (с 6 февраля 1978 года), а затем президент Шри-Ланки (со 2 января 1989 года) (получил на выборах 50,4% голосов).
На президентском посту столкнулся с попыткой марксистско-националистического государственного переворота, возглавляемого Джаната Вимукти Перамуной, которая была подавлена, и непрекращающимися боевыми действиями с тамильскими сепаратистами. Одновременно после вывода непопулярных индийских миротворческих сил с севера острова возобновилась гражданская война на Шри-Ланке. Во время президентства был исключён из ОНП своими оппонентами.
1 мая 1993 года во время первомайской демонстрации Премадаса был убит в результате взрыва бомбы, осуществлённого террористом-смертником, принадлежавшим к группировке Тигры освобождения Тамил-Илама, врезавшимся на велосипеде с взрывным устройством в колонну сторонников президента. Власти обвинили в теракте боевиков ТОТИ, однако никто не взял на себя ответственность за взрыв.
Считался убеждённым националистом и правоверным буддистом. Писал стихи, по некоторым его новеллам были сняты кинофильмы.

## Память
В честь Премадасы назван самый большой стадион Шри-Ланки.